# Sijjum
Sijjum (auch hebräisch סיום Sijum, deutsch ‚Abschluss‘ ‚Beendigung‘) hat im Judentum folgende Bedeutungen:
- Sijjum bedawar tow, "Abschluss mit einem guten Inhalt": Es wird darauf geachtet, dass Texte des Gebets, religiösen Vortrags oder Studiums mit einem positiven Inhalt enden, ggf. wird ein vorhergehender (positiver) Satz nach dem eigentlichen (aber negativen) Abschluss wiederholt und so ein positiver Abschluss herbeigeführt.

- Sijjum sefer tora: Abschluss der Niederschrift einer Torarolle mit Ehrung derjenigen, die sich an den Kosten beteiligt haben. Im Anschluss erfolgt ein Festmahl.

- Sijjum ha-sefer: Abschluss eines der fünf Bücher der Tora bei der sabbatlichen Toralesung in der Synagoge

- Sijjum ha-tora: freudig begangener Abschluss der synagogalen Lesungen der kompletten Tora im Jahreszyklus zu Simchat Tora mit unmittelbarem Neubeginn der Lesungen mit dem Abschnitt Bereschit.

- Sijjum massechet: Abschluss des Studiums eines Talmudtraktates, verbunden mit einem festlichen Mahl, dem Sijjum-Mahl

- Sijjum ha-schass: Abschluss der sechs Hauptordnungen des ganzen Talmuds, ebenfalls verbunden mit einem Festmahl

- Allgemein und in übertragener Bedeutung: ein Imbiss oder eine festliche Mahlzeit im Anschluss an einen (meist religiösen) Vortrag